# Giovanni Battista Leni
Giovanni Battista Leni (Roma, 1573 - Roma, 3 de novembro de 1627) foi um cardeal do século XVII

## Biografia
Nasceu em Roma em 1573. De família patrícia. Segundo dos cinco filhos de Girolamo Leni e Licinia Caffarelli. Os outros irmãos eram Camillo, Tarquinia, Lucrezia e Antonia, ambas freiras de Ss. Domenico e Sisto. Primo do cardeal Scipione Caffarelli-Borghese (1605), por parte de mãe. Seu sobrenome também está listado como Lenius.
Referendário dos Tribunais da Assinatura Apostólica da Justiça e da Graça, fevereiro de 1606..
Eleito bispo de Mileto em 4 de julho de 1608. Consagrado em 20 de julho de 1608, Roma, igreja dominicana S. Caterina a Magnanapoli, Roma, pelo cardeal Ottaviano Paravicini, auxiliado por Marco Cornaro, bispo de Pádua, e por Diego Álvarez, arcebispo de Trani..
Criado cardeal sacerdote no consistório de 24 de novembro de 1608; recebeu o chapéu vermelho em 29 de novembro de 1608; e o título de S. Sisto em 10 de dezembro de 1608. Membro da SS. CC. dos Ritos e dos Bispos e Regulares. Transferido para a sede de Ferrara, 3 de agosto de 1611. Protetor dos Cônegos de S. Giorgio em Alaga, 1612. Optou pelo título de S. Cecília, 5 de março de 1618. Protetor da Ordem de São Bento (beneditinos), 1620. Participou do conclave de 1621, que elegeu o Papa Gregório XV. Participou do conclave de 1623, que elegeu o Papa Urbano VIII. Arcipreste da basílica patriarcal de Latrão, após a renúncia do cardeal Scipione Caffarelli-Borghese; abriu e fechou a Porta Santa da basílica no ano jubilar de 1625. Camerlengo do Sagrado Colégio dos Cardeais, 7 de janeiro de 1626 até 27 de janeiro de 1627..
Morreu em Roma em 3 de novembro de 1627. Sepultado na capela de S. Giovanni Battista , que ele havia construído, na patriarcal basílica de Latrão, em Roma. Com sua morte, a família foi extinta. Sua única e universal herdeira foi a igreja de S. Carlo ai Catinari, em Roma..